# Mate Pavić
Mate Pavić (Split, 4. srpnja 1993.), hrvatski je tenisač i trenutni broj 1 u igri parova u svijetu. Sedmerostruki je osvajač Grand Slam turnira u parovima, četiri u muškim i tri u mješovitim parovima. Kao član hrvatske reprezentacije osvojio je Davisov kup 2018. te olimpijsko zlato u Tokiju 2020., u paru s Nikolom Mektićem. Najmlađi je svjetski broj jedan u parovima od Todda Woodbridgea 1996. i prvi Hrvat u povijesti hrvatskog tenisa kojemu je to pošlo za rukom. Također, Pavić i Mektić prvi su hrvatski dvojac koji je osvojio Wimbledon.

## Igračka karijera
Rođen je u Splitu. Otac Jakov je teniski trener, a majka Snježana odgajateljica. Ima dvije sestre. Tenis je počeo igrati s pet godina, gledajući oca dok je trenirao sestru.
U siječnju 2011. je ušao u pet najboljih juniora na svijetu.
Široj hrvatskoj javnosti postao je poznat kad je 2011. osvojio juniorski Wimbledon u paru s Englezom Georgeom Morganom. 2012. godine dobiva pozivnicu za Zagreb Indoors, te je u potpunosti opravdava ušavši u finale u konkurenciji parova zajedno sa sunarodnjakom Ivanom Dodigom. Kao i mnogi poznati tenisači, radio je s Bobom Brettom. Najveći uspjeh na ATP turnirima je 2.kolo 's-Hertogenboscha kada je morao predati meč zbog bolova u leđima. Trenutni trener mu je Gilbert Schaller.
10. rujna 2020. je zajedno s Brazilcem Brunom Soaresom osvojio US Open u kategoriji muških parova.
10. srpnja 2021. je zajedno s Nikolom Mektićem osvojio Wimbledon te su tak postali prvi hrvatski muški par koji je osvojio ovaj prestižni teniski turnir.

## Vanjske poveznice
- Profil na stranici ATP-a